# Верей
Верѐй (на италиански и на френски: Verrayes) е село и община в Северна Италия, автономен регион Вале д'Аоста. Разположено е на 1017 m надморска височина. Населението на общината е 1347 души (към 2012 г.).